# Degelo cubano
O Degelo cubano (em espanhol: deshielo cubano) é o nome informalmente atribuído à normalização das relações diplomáticas entre Cuba e os Estados Unidos da América a partir de dezembro de 2014, pondo término a um período de mais de cinquenta anos de hostilidades diplomáticas entre as duas nações.
Em 17 de dezembro de 2014, o Presidente estadunidense Barack Obama e o Presidente cubano Raúl Castro anunciaram o início de um processo de normalização das relações diplomáticas entre Cuba e os Estados Unidos. O acordo de normalização foi negociado em sigilo durante os meses precedentes, com intermediação de Papa Francisco e amplo apoio do Governo do Canadá. Algumas reuniões ocorreram tanto no Canadá como na Cidade do Vaticano. O acordo contempla a suspensão de algumas restrições de locomoção por parte dos Estados Unidos, menores restrições à remessas, acesso de bancos estadunidenses ao sistema financeiro cubano, e a reabertura da embaixada estadunidense em Havana e da embaixada cubana em Washington, D.C. (que haviam sido fechadas em 1961 após o estabelecimento da aliança cubano-soviética).
Em 14 de abril de 2015, a administração Obama anunciou que a República de Cuba seria removida da relação de países patrocinadores do terrorismo internacional. A Câmara dos Representantes e o Senado tiveram 45 dias para revisar e eventualmente suspender o projeto, sendo que em 29 de maio de 2015, este foi sancionado. O ato marcou um distanciamento maior dos Estados Unidos de sua antiga política adotada durante a Guerra Fria e o estreitamento de suas relações com o país caribenho. Em 20 de julho de 2015, as "seções de interesses" de ambos os países em Washington e Havana foram elevadas à condição de embaixadas.

## Troca de prisioneiros

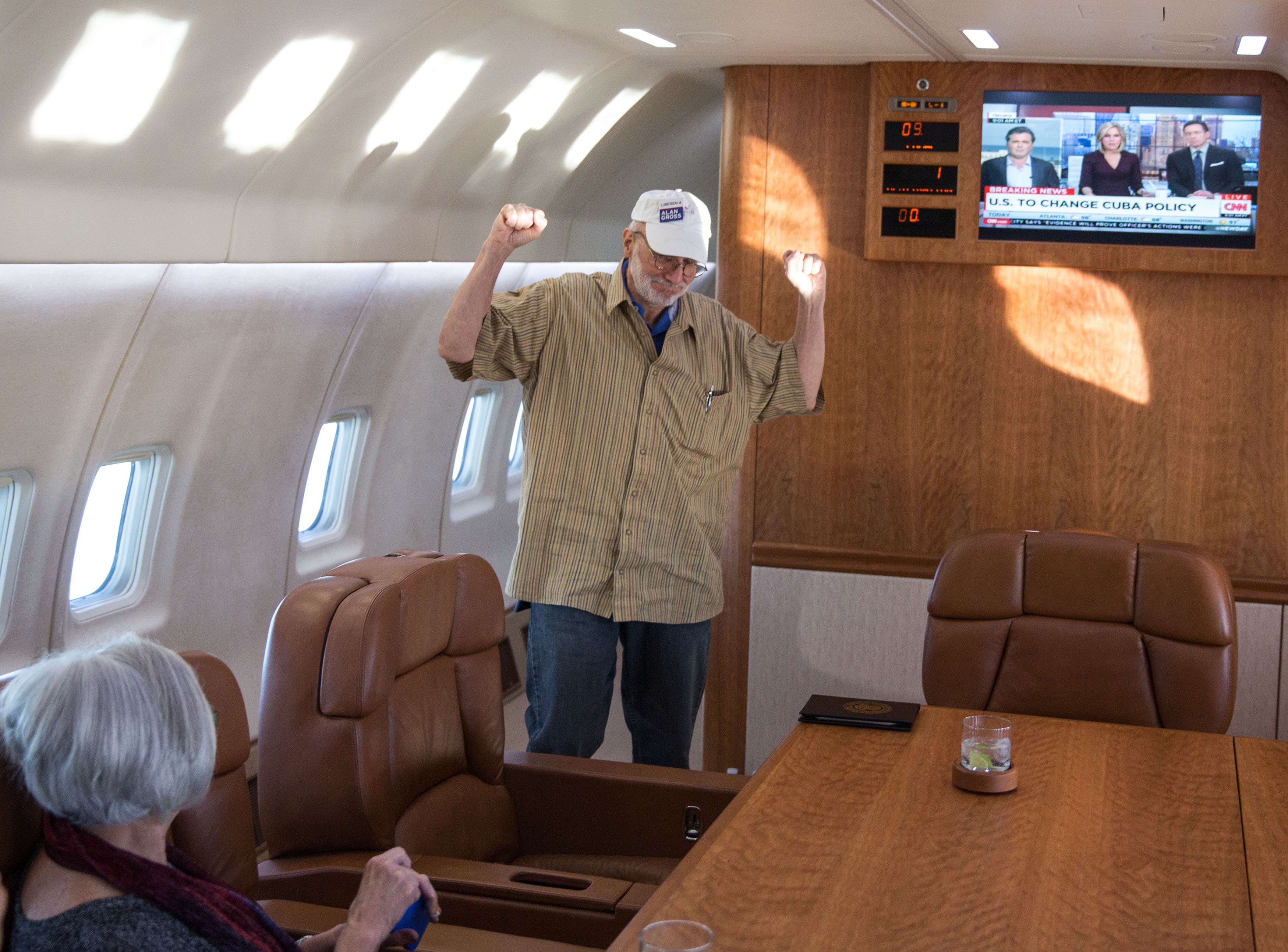
Alan Gross retorna aos Estados Unidos a bordo de aeronave estadunidense em 17 de dezembro de 2014.

Em maio de 2012, foi anunciado que os Estados Unidos haviam negado uma troca de espiões proposta pelo governo cubano, no qual três restantes de um grupo de prisioneiros acusados de espionagem conhecidos como "Cinco cubanos", presos nos Estados Unidos desde a década de 1990, seriam deportados para Cuba em troca do contratante da USAID, Alan Gross. Gross foi preso em Cuba por prover chips ilegais usados por agentes da CIA, cuja finalidade seria evitar localização, além de equipamentos de computação, telefones por satélite e serviço de internet para a comunidade judaica em Cuba.
Apesar das recusas iniciais por parte do governo estadunidense, a troca de prisioneiros efetuou-se em dezembro de 2014 após um anúncio do Presidente Barack Obama destacando a intenção de melhoria nas relações diplomáticas. Além de Gross, a negociação incluiu Rolando Sarraff Trujillo, um cubano que havia trabalho como agente da inteligência americana e estava preso em Cuba há aproximadamente 20 anos. No início de 2015, o governo cubano libertou inúmeros presos políticos, conforme solicitado pelos Estados Unidos anteriormente. Em 12 de janeiro de 2015, o governo cubana anunciou oficialmente a soltura de 53 dissidentes políticos no país.
A negociação sobre prisioneiros é considerada a maior ação da Casa Branca com relação a Cuba desde a imposição do embargo em 1962, removendo um grande impasse ao restabelecimento das relações bilaterais. Desde a troca de prisioneiros, Gross tornou-se um importante defensor da normalização das relações, oferecendo-se publicamente para visitar Cuba em demonstração de sua posição política.

## Suspensão de restrições de turismo e comércio
Ainda que o embargo econômico a Cuba possa ser abolido somente pelo Congresso dos Estados Unidos, a administração Obama tomou ações efetivas para aliviar ou reduzir algumas restrições turísticas ao país para cidadãos estadunidenses, assim como restrições à importação e exportação de bens entre ambos os países.
Em fevereiro de 2015, Conan O'Brien tornou-se a primeira personalidade midiática norte-americana a produzir em território cubano em mais de meio século. Em maio do mesmo ano, a Orquestra do Minnesota realizou uma série de concertos em Havana em comemoração a normalização das relações diplomáticas, sendo a primeira orquestra estadunidense a performa na ilha desde 1999.
A Associated Press divulgou em 28 de fevereiro de 2015 que a Major League Baseball estaria em negociações sobre alguns treinos em Cuba, mas não houve tempo o suficiente para a organização dos eventos para a temporada de então. A Liga expressou, no entanto, abertura quanto a ideia de futuros jogos no país, porém o presidente Tony Clark afirmou que estava incerto quando isto poderia ocorrer. Por sua vez, o comissário da Liga Rob Manfred afirmou a realização de um jogo amistoso no país no início de 2016.
Em março de 2015 foram iniciados voos comerciais entre o Aeroporto Internacional John F. Kennedy, em Nova Iorque e o Aeroporto Internacional José Martí, em Havana, operados pela Sun Country Airlines. Em maio do mesmo ano, os Estados Unidos autorizou quatro empresas a operarem serviços de balsas entre Miami e Cuba. No mesmo período, uma pesquisa publicada pela NBC afirmou que visitas de norte-americanos à ilha haviam crescido 36% desde o início das negociações.

## Normalização das relações

### Reuniões bilaterais
Em 21 de janeiro, Cuba e os Estados Unidos iniciaram formalmente conversações bilaterais para discussão de normalização. A delegação estadunidense, liderada pela Secretária de Estado assistente Roberta Jacobson e Josefina Vidal Ferreiro, chefe dos Assuntos Norte-Americanos da Secretaria de Relações Exteriores de Cuba. As primeiras conversações, à portas fechadas, foram principalmente sobre política migratória. Em particular, representantes cubanos exigiram o fim de privilégios imigratórios a refugiados cubanos.
Com respeito aos interesses norte-americanos, a delegação deixou claro que "melhores condições de direitos humanos, incluindo liberdade de expressão e representação" permanecem como elemento central de sua política nas relações com Cuba. Além disto, apesar das objeções cubanas, os Estados Unidos afirmaram que seguirão com o Ato de Ajuste Cubano, sancionado em 1966.
Uma segunda rodada de negociações ocorreu em Washington, D.C. no fim de fevereiro de 2015. Os negociadores descreveram as conversações como produtivas e afirmaram que muitas das propostas estavam próximas de uma concretização. Contudo, a questão de Cuba quanto à lista de "países patrocinadores de terrorismo internacional" não foi resolvida; ainda que a diplomata Josefina Vidal tenha desconsiderado a questão como importante na reabertura das embaixadas.
Uma terceira rodada de conversações ocorreu em Havana em março de 2015. Contudo, as conversações foram encerradas abruptamente em um dia sem nenhuma declaração pública. Obama e Castro reuniram-se na Cúpula das Américas, na Cidade do Panamá em abril de 2015, quando Castro realizou um discurso esclarecendo seu posicionamento com relação ao governo Obama. Após o encontro, Castro exaltou a reabertura das embaixadas.

### Lista de países patrocinadores de terrorismo
A delegação cubana também destacou a ineficácia dos acordos caso o país não fosse removido da lista de patrocinadores de terrorismo internacional do Departamento de Estado. Cuba era um dos quatro países listados, sendo os demais Irão, Sudão e Síria. O governo norte-americano afirmou que já havia iniciado um estudo de inteligência para avaliar a petição.
Em 14 de abril, Barack Obama anunciou oficialmente que o Congresso dos Estados Unidos havia decidido pela retirada do status de "país patrocinador de terrorismo internacional" de Cuba, justificando que "o governo cubano não proveu nenhum apoio ao terrorismo internacional dentro do semestre anterior" e que "isto prova que não irá fazê-lo no futuro". O Congresso aprovou a retirada de Cuba da lista em 29 de maio de 2015.

### Embaixadas
Cuba e os Estados Unidos oficialmente restabeleceram relações diplomáticas plenas em 20 de julho de 2015, com a "Seção de Interesses de Cuba" em Washington, D.C. e a "Seção de Interesses dos Estados Unidos" em Havana sendo elevadas a nível de embaixadas. A cerimônia ocorreu na Embaixada cubana com o hasteamento da bandeira do país na presença do Secretário de Estado John Kerry e do Ministro de Relações Exteriores Bruno Rodríguez Parrilla, que concederam uma entrevista coletiva em seguida. Nos meses seguintes, Kerry presenciou o hasteamento da bandeira estadunidense em Havana.

### Baía de Guantánamo
Em 28 de janeiro de 2015, durante uma cimeira de líderes latino-americanos em San José, Costa Rica, o Presidente Raúl Castro afirmou que os Estados Unidos deveriam devolver a Base Naval da Baía de Guantánamo e suspender o embargo econômico a ilha se as relações estavam realmente normalizadas.
A Casa Branca respondeu no dia seguinte, afirmando que não havia a intenção de devolver a base militar. O porta-voz da Casa Branca, Josh Earnest, indicou que qualquer mudança neste sentido estava "fora de questão". Earnest também falou, em nome de Barack Obama, que não há a intenção de fechar ou paralisar as atividades militares na base. O assunto, portanto, segue em discussão.

### Visita presidencial

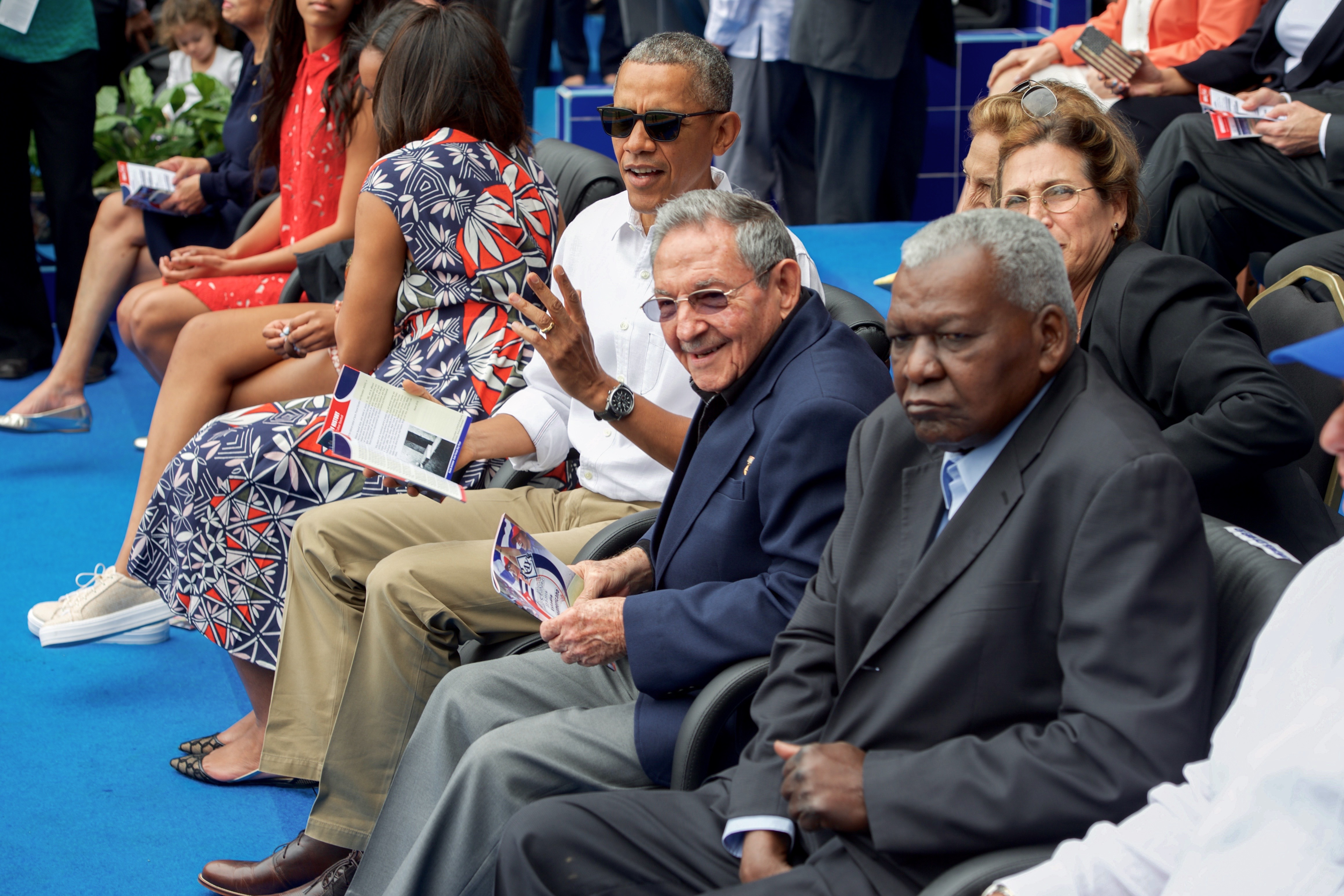
Barack Obama e Raúl Castro assistem partida de baseball durante sua visita a Havana, 2016.

Em 18 de fevereiro de 2016, a Casa Branca anunciou que Barack Obama empreenderia uma visita histórica a Cuba entre os dias 20 e 22 de março, marcando o fim dos 54 anos de relações distantes entre os dois países e tornando-se o primeiro Presidente dos Estados Unidos em exercício a visitar a ilha, desde Calvin Coolidge em 1928. Em entrevista ao Yahoo! News, Obama afirmou que só visitaria Cuba caso pudesse reunir-se com membros da oposição.
Barack Obama e sua família desembarcaram no Aeroporto Internacional José Martí em 20 de março, onde foram recebidos por uma delegação cubana chefiada pelo Ministro de Relações Exteriores Bruno Rodríguez Parrilla. A família presidencial reuniu-se primeiramente com a equipe da recém-reaberta embaixada estadunidense em Havana. Posteriormente, Obama conheceu o Centro histórico de Havana, visitando locais tradicionais como a Plaza de Armas. Na Catedral de Havana, Obama reuniu-se com o Cardeal Jaime Ortega, o Arcebispo de Havana, que juntamente com Papa Francisco e a Santa Sé apoiou a normalização das relações entre os dois países. À noite, no mesmo dia, Obama jantou em um restaurante tradicional local.
No dia 21 de março, Obama prestou homenagem ao herói nacional José Martí em seu memorial na Praça da Revolução. Em seguida, dirigiu-se ao Palácio da Revolução, onde foi recebido pelo Presidente Raúl Castro para uma cerimônia oficial de boas-vindas. Durante o encontro, os presidentes discutiram sobre como estabelecer um "novo meio" ao reconciliar os dois países e amenizar suas diferenças acerca de direitos humanos e democracia. O Secretário de Estado John Kerry e a Secretária de Comércio Penny Pritzker também estiveram presentes nas negociações.

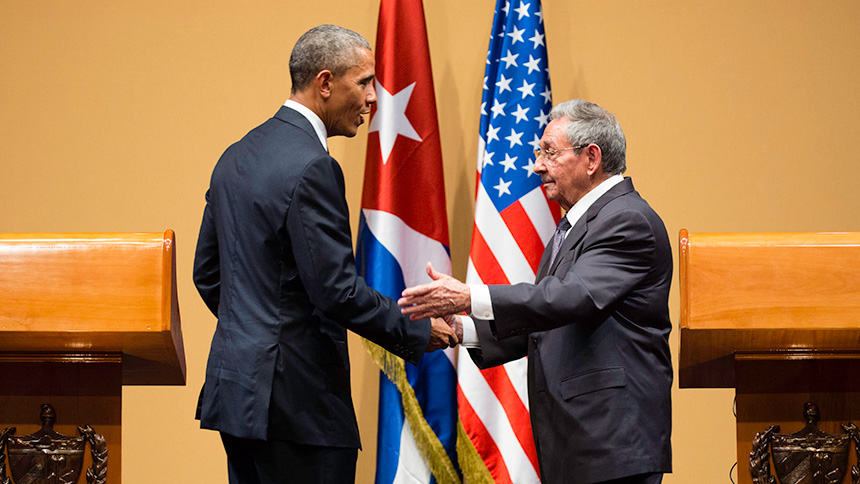
Conferência de imprensa conjunta de Barack Obama e Raúl Castro no ponto mais alto da visita oficial estadunidense em março de 2016

Posteriormente, em conferência de imprensa, Obama declarou "um novo dia" nas relações entre os dois países, mas criticou o discurso de Castro sobre as "profundas diferenças" entre as nações no que tange democracia e direitos humanos. Obama também reforçou que o embargo econômico e questão da Baía de Guantánamo permanecem como obstáculos à normalização genuína das relações, ao que Castro reagiu dizendo ser "o mais importante obstáculo ao desenvolvimento econômico e bem-estar do povo cubano". Além disto, Castro também criticou a exigência norte-americana por reformas humanitárias em Cuba, afirmando que "Cuba acredita que direitos civis, políticos, econômicos, sociais e culturais são universais" e acrescentando, posteriormente, que se opõe a "manipulação política e duplas intenções quando se trata de direitos humanos".

## Reações internacionais
As reações internacionais foram majoritariamente positivas, tendo o Ministro do Exterior da Polônia encorajado Washington a aprofundar as relações e suspender o embargo. A Rússia, um dos maiores aliados de Cuba, também encorajou os Estados Unidos a suspender o embargo e também a remover a ilha caribenha da lista de países patrocinadores de terrorismo.
A China, também um dos maiores aliados de Cuba, celebrou o restabelecimento das relações diplomáticas com os Estados Unidos.
Israel foi um dos poucos países a não emitir um comunicado celebrando a mudança. Foi divulgado que o Ministro de Relações Exteriores israelense estaria surpreso com as negociações. As relações entre Cuba e Israel estão congeladas desde a década de 1960, e Israel têm sido o único país a apoiar oficialmente o embargo a Cuba perante as Nações Unidas.
Diversos líderes latino-americanos celebraram publicamente o degelo; o Presidente venezuelano Nicolás Maduro elogiou o mover de Obama na normalização das relações como "um gesto valioso e historicamente necessário", apesar de ser um crítico da política norte-americana. O ex-Presidente colombiano Ernesto Samper, agora Presidente da Unasul, disse que o resultado seria bom "não somente para Cuba, mas para toda a região". Juan Carlos Varela, Presidente do Panamá, afirmou que o sonho de uma região unida poderia ser alcançado após a 7ª Cúpula das Américas, realizada em abril de 2015.
O governo canadense, que manteve relações mais próximas com Cuba em comparação aos Estados Unidos durante a Guerra Fria, também respondeu favoravelmente às mudanças; sendo que o Ministro de Relações Exteriores John Baird sugeriu que as mudanças poderiam "transformar" Cuba em um "país melhor".